# لويد إنغراهام
لويد إنغراهام (بالإنجليزية: Lloyd Ingraham)‏ مواليد 30 نوفمبر 1874 في روشيل، الولايات المتحدة - الوفاة 4 أبريل 1956 في لوس أنجلوس، هو ممثل ومخرج أمريكي بدأ مسيرته الفنية سنة 1912. ظهر في قرابة 280 فيلما. امتدت مسيرته الفنية لأكثر من 38 عاما.

## الأعمال
- الصليبي
- مارشال أوف ميسا سيتي
- ستريكتلي إن ذا غروف

## روابط خارجية
- لويد إنغراهام على موقع IMDb (الإنجليزية)
- لويد إنغراهام على موقع ألو سيني (الفرنسية)
- لويد إنغراهام على موقع أول موفي (الإنجليزية)
- لويد إنغراهام على موقع قاعدة بيانات الأفلام السويدية (السويدية)
- لويد إنغراهام على موقع قاعدة بيانات الفيلم (الإنجليزية)
- لويد إنغراهام على موقع كينوبويسك (الروسية)